# Sistema de zonas
El sistema de  zonas es una técnica de exposición y revelado fotográfico inventada por Ansel Adams y Fred R. Archer a final de los años 30. Las zonas le proporcionan al fotógrafo un método sistemático para definir con precisión la relación entre la manera en la que ve el sujeto fotográfico y el resultado que alcanzará el trabajo. En cierta forma, el sistema de zonas desempeña el mismo papel que la gestión del color para los fotógrafos digitales. Permite una correlación directa entre el mundo visual y la copia fotográfica final.

## Rango dinámico
Lo que hace necesarias las bases conceptuales del sistema de zonas es el hecho de que tanto el papel fotográfico actual como los sensores digitales son capaces de captar un rango de valores tonales muy limitado: mientras que el Rango Dinámico del ojo humano se mueve entre valores de 1 a 1.000.000, desde la máxima oscuridad en la que puede ver hasta la mayor luminosidad que es capaz de tolerar, los papeles fotográficos actuales se quedan en un intervalo de 1 a 512. Es interesante señalar que en los inicios de la fotografía los papeles ofrecían escalas mayores[cita requerida]. En contrapartida, presentaban una respuesta mucho menos rápida a la luz. 
Esto significa que los fotógrafos deben salvar esta limitación a través de un método que permita aproximar al máximo posible la copia final a la realidad capturada vista con nuestros ojos. El sistema de zonas busca este objetivo proporcionando al fotógrafo una manera sencilla de controlar el contraste de la película en su cámara.

## Principio
Un control de contraste de este tipo es posible gracias a un concepto resumido tradicionalmente en la expresión siguiente: “Exponer para las sombras y revelar para las luces”. El tiempo de exposición tiene un efecto directo sobre las zonas más oscuras de la composición mientras que el tiempo de revelado lo tiene sobre las zonas más claras. Exponiendo correctamente la película e incrementando o reduciendo los tiempos de revelado, los fotógrafos que usen el sistema de zonas podrán, dentro de unos límites, producir negativos que resulten en copias magníficas independientemente de cómo de contrastado o plano resultara ser el sujeto fotografiado.
Muchos fotógrafos lograron comprender lo antes expuesto a través del procedimiento de ensayo y error mucho antes de que se formulara el sistema de zonas. La novedad de Ansel Adams y Fred Archer fue el crear la forma de que el fotógrafo pudiera traducir fácilmente el rango de tonos que podía observar a una guía visual que pudiera usarse para medir los diferentes rangos tonales del sujeto de forma práctica y predecible. Este proceso es conocido como “Previsualización” y depende de tres maneras interrelacionadas de definir algo llamado “Zona”.

### Zonas, el mundo visible y la copia
Imagine todos los valores tonales que pueden verse o que pueden aparecer en una Copia fotográfica representados en una gradación continua desde el negro hasta el blanco:
Desde aquí, se forman las Zonas: 

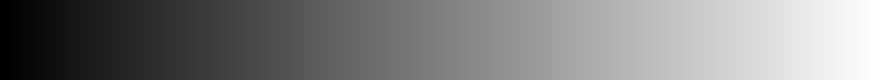
Gradación tonal completa.

Dividiendo el espectro en once secciones iguales:

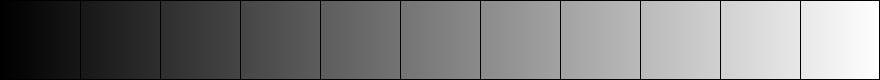
Gradación en once pasos

Tomando para cada sección el tono medio:
|  |  |  |  |  |  |  |  |  |  |  |

Numerando cada sección en cifras romanas desde 0 para el negro hasta X para el blanco:
| 0 | I | II | III | IV | V | VI | VII | VIII | IX | X |

### Zonas, textura y detalle
En términos de la textura y el detalle que podemos ver en la realidad, encontramos tres tipos de zonas:
- Zonas que bien son blanco puro (Zona X) o negro absoluto (Zonas 0) y que carecen por completo de textura y detalle. Estas zonas se utilizan para visualizar y representar los puntos extremos en una fotografía.
- Zonas que presentan una cantidad limitada de textura y detalle y que se utilizan para representar objetos muy oscuros o muy iluminados con ligera textura (Zonas I y IX).
- Zonas con textura y detalle total (Zonas II, III, IV, V, VI, VII y VIII).

La escala de zonas según textura se ha representado tradicionalmente de la siguiente manera:
| Zona | Descripción                                                                               |
| ---- | ----------------------------------------------------------------------------------------- |
| 0    | Negro puro                                                                                |
| I    | Negro, con leve tonalidad pero sin textura                                                |
| II   | Negro con textura; la parte más oscura de la imagen en la que se registra un leve detalle |
| III  | Gris oscuro con poca textura                                                              |
| IV   | Gris oscuro con textura: follaje oscuro, piedra oscura o sombras de paisaje               |
| V    | Gris medio: piel oscura                                                                   |
| VI   | Gris claro: piel caucásica; sombras sobre la nieve en paisajes soleados                   |
| VII  | Gris claro: piel muy clara; sombras en la nieve con iluminación lateral aguda             |
| VIII | Blanco con textura: textura de nieve                                                      |
| IX   | Blanco sin textura; nieve flagrante                                                       |
| X    | Blanco puro: luz fuentes                                                                  |

### Midiendo zonas
Las Zonas representan cantidades de luz que se duplican en cada paso hacia el IX y se dividen hacia el 0. En este sentido, las Zonas equivalen a los demás controles de la cámara. Una variación de una Zona en un sentido o en otro equivale a un punto de diafragma (f/stop) más (hacia el 0) o menos (hacia el IX), un paso en velocidad de obturación (+ hacia el 0 y – hacia el IX) o a la variación del número ISO (+ hacia el 0 y menos hacia el IX). Para el propósito del sistema de zonas es todo lo mismo y podremos combinar estos conceptos técnicos de la cámara para “colocar” nuestro sujeto en la zona deseada como veremos a continuación.
Hay que tomar en cuenta que tanto los valores f (diafragma) como velocidad e ISO son siempre el doble o la mitad del siguiente valor; f:2.8 es el doble de f:2 y la mitad de f:4; 1/125" es la mitad de 1/250" y prácticamente el doble veloz que 1/60"; igualmente ISO 400  es el doble de veloz que ISO 200 y  así.

### El sistema de zonas en la exposición
Una superficie oscura bajo una iluminación intensa puede reflejar la misma cantidad de luz que una superficie clara bajo una luz débil. El ojo humano puede percibir la diferencia entre las dos pero un fotómetro las medirá como iguales. Por esta razón, los fotómetros están diseñados para situar el valor tonal medido en la Zona V. Como se comentó antes, cada zona es equivalente a un paso de apertura de diafragma o de velocidad de obturación así que, combinando estos dos factores, el sistema de zonas ofrece al fotógrafo una manera muy fiable de exponer correctamente una fotografía:
1. Previsualizar el área de la composición que quiere que sea una zona oscura con textura y detalle (típicamente, zona III) en la copia. La correcta exposición de la zona III es importante porque si esta área queda por debajo de esta zona, el detalle y la textura se perderá con la subexposición.
2. Tras esto, medir cuidadosamente la zona previsualizada como III y anotar la exposición recomendada por el fotómetro.
3. Recordar que la exposición dada por el fotómetro se sitúa en la zona V en lugar de la zona III que buscamos. Para corregirlo, compensaremos la exposición en dos puntos sobre la recomendación del fotómetro.

### El sistema de zonas en el revelado
Cada combinación de película y revelador tiene un tiempo de revelado “normal” N recomendado que da como resultado un negativo con un contraste igual al del sujeto. En otras palabras, este tiempo de revelado dará un negativo plano en tomas de bajo contraste y, por consiguiente, excesivamente contrastado en fotografías de alto contraste. Es por este motivo que antes decíamos que la fotografía de gran formato, al permitir el tratamiento individual de las tomas, permite un mayor control. Un revelado correcto implica comprender cómo aumentar o reducir el tiempo de revelado de la película para permitir que una fotografía plana o demasiado contrastada dé una buena copia en un papel fotográfico actual. El sistema de zonas proporciona al fotógrafo una manera de medir el contraste de una fotografía en términos de la escala de zonas lo que ayuda a determinar si una película necesita más o menos revelado que el “normal” (N+ o N-) siendo N el establecido típicamente en concepto de tiempo, temperatura y disolución. Según necesitemos, la corrección del revelado será N ± n lo que nos permitirá colocar las luces en zonas inferiores (para –n) o zonas superiores (para +n). Es importante señalar que en el proceso de revelado de la película son las zonas de luces las que se ven más significativamente afectadas por esta modificación del revelado típico, quedando las sombras prácticamente inalteradas en la mayoría de los casos. 
Para ilustrar este punto, veamos lo siguiente. 
Tras haber seguido los tres puntos establecidos en el apartado anterior (la exposición), habremos colocado la zona de sombras deseada en zona III. El siguiente paso sería comprobar, de nuevo en el área de composición, la zona de luces que se quiere que sea blanca y con textura (típicamente zona VII). Bien con ayuda de un fotómetro puntual bien recordando la relación entre valores EV y zonas (visto más arriba), estudiamos en qué zona caen nuestras luces. Según la lectura, que deberemos recordar, modificaremos el tiempo de revelado:
- Si las luces para las que queremos textura completa caen en zona VII, no hay que modificar revelado: revelado N.
- Si caen en zonas superiores a VII, estarán sobrexpuestas con lo que tendremos que aplicar un revelado N-n, siendo ‘n’ el número de zonas que queremos hacer “bajar” las luces para obtener la textura deseada. Esto puede ser necesario por ejemplo en una situación en la que queramos salvar un fuerte contraluz (alto contraste).
- Si caen en zonas inferiores a VII, estarán subexpuestas con lo que tendremos que aplicar un revelado N+n, siendo ‘n’ el número de zonas que queremos hacer “subir” las luces para obtener la textura deseada. Esto puede darse en una situación en la que queramos corregir una escena de bajo contraste.

El tiempo, temperatura y/o disolución concretos para el N±n vendrá determinado a través de ensayos sistemáticos o usando las tablas de revelado proporcionadas por ciertos libros sobre el sistema de zonas.

### El laboratorio
Ansel Adams usaba generalmente virador de selenio para tratar sus copias. Este virado da una estabilidad enorme a las copias, lo que las protege del paso del tiempo. Además, otra virtud del selenio, es que puede ofrecernos hasta una zona más de rango tonal en la copia, produciendo sombras más intensas y más ricas en detalle.

## Críticas
Desafortunadamente, el sistema de zonas se ganó tempranamente la reputación de ser complejo, difícil de comprender y poco práctico de aplicar en situaciones reales. Dos hechos fomentaron esta idea: 
- Por una parte, Ansel Adams, artista brillante y principal exponente del sistema de zonas, tenía tendencia a suponer en sus alumnos y lectores un nivel de conocimiento técnico mayor del que realmente tenían de media.

- Por otra parte, este sistema fue diseñado inicialmente para su uso en la fotografía de gran formato, en la que es posible procesar placas de película separadamente, lo que supone una aproximación ideal al método que es difícilmente transportable a la fotografía en pequeño formato con cámaras de carrete.[2]

Otra idea equivocada acerca del sistema de zonas es que no tenga utilidad en la fotografía en color o en la fotografía digital. En realidad, el sistema de zonas es conceptualmente muy simple y, debido a ciertas limitaciones inherentes al material fotográfico, tanto tradicional como digital, cualquier fotógrafo que consiga una calidad consistente en sus trabajos está usando, aún sin saberlo, alguna variación del sistema de zonas.